# كيسي ديغل
كيسي ديغل (بالإنجليزية: Casey Daigle)‏ هو لاعب كرة قاعدة أمريكي، ولد في 4 أبريل 1981 في ليك تشارلز في الولايات المتحدة.

## وصلات خارجية
- كيسي ديغل على موقع دوري كرة القاعدة الرئيسي (الإنجليزية)
- كيسي ديغل على موقعبيزبول رفرنس.كوم (الدوري الرئيسي) (الإنجليزية)
- كيسي ديغل على موقع إي إس بي إن.كوم (أم.أل.بي) (الإنجليزية)
- كيسي ديغل على موقع مشجعي الرسوم البيانية (الإنجليزية)